# Tour de France 1911
| 9. Tour de France 1911 – Endstand |                     |                                 |
| Streckenlänge                     | 15 Etappen, 5344 km | 15 Etappen, 5344 km             |
| Toursieger                        | Gustave Garrigou    | 43 P. 195:37:00 h (27,319 km/h) |
| Zweiter                           | Paul Duboc          | 61 P.                           |
| Dritter                           | Émile Georget       | 84 P.                           |
| Vierter                           | Charles Crupelandt  | 119 P.                          |
| Fünfter                           | Louis Heusghem      | 135 P.                          |
| Sechster                          | Marcel Godivier     | 141 P.                          |
| Siebenter                         | Charles Cruchon     | 145 P.                          |
| Achter                            | Ernest Paul         | 153 P.                          |
| Neunter                           | André Dupont        | 157 P.                          |
| Zehnter                           | Henry Devroye       | 171 P.                          |

Streckenkarte der Tour de France 1911

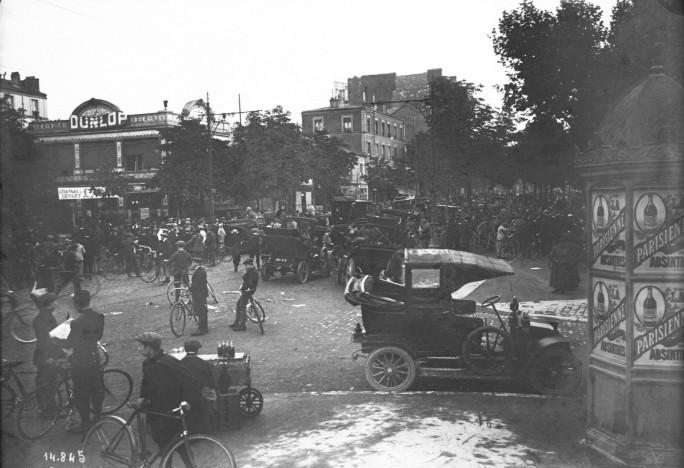
Start der Tour 1911

Die Tour de France 1911 fand vom 2. bis 30. Juli statt und war fast 600 Kilometer länger als im Vorjahr.

## Rennverlauf
Die ein Jahr zuvor erstmals ausgetragenen Bergetappen in den Pyrenäen hatten sich für die von Tour-Direktor Henri Desgrange herausgegebene Zeitung L’Auto (heute L’Équipe) als großer publizistischer Erfolg erwiesen. Desgrange wollte die Schwierigkeit und Attraktivität nochmals steigern und kam auf die Idee, das Rennen durch die Hochalpen in den Départements Savoie und Isère zu führen. Erstmals mussten die Fahrer den 2645 Meter hohen Col du Galibier überwinden.
Gustave Garrigou gewann die erste Etappe und konnte sich nach der vierten ein zweites Mal an die Spitze des Gesamtklassements setzen. Nachdem Paul Duboc die achte und neunte Etappe gewonnen hatte, schien es nur eine Frage der Zeit, bis er Garrigou von der Spitze verdrängen würde. Doch dann wurde Duboc von einem Schlachtenbummler eine Trinkflasche gereicht, die offensichtlich eine giftige Substanz enthielt. Er brach zusammen und musste Garrigou wieder davonziehen lassen. Es wurde nie herausgefunden, wer das Getränk auf diese Weise „präpariert“ hatte. Immerhin konnte er sich den zweiten Gesamtrang sichern. Dubocs Anhänger machten Garrigou für diese Vergiftung verantwortlich und feindeten ihn an, so dass dieser auf Anweisung der Tour-Leitung im weiteren Verlauf „getarnt“ mit Sonnenbrille, falschem Trikot und ungespritztem Rad weiterfuhr.
56 von 84 Fahrern kamen nicht in Paris an, darunter Octave Lapize, François Faber, Louis Trousselier und Lucien Petit-Breton, die im Vorfeld als Favoriten für den Gesamtsieg galten.

## Die Etappen
| Etappen    | Tag      | Start – Ziel          | km  | Etappensieger      | Gesamterster     |
| ---------- | -------- | --------------------- | --- | ------------------ | ---------------- |
| 1. Etappe  | 2. Juli  | Paris – Dunkerque     | 351 | Gustave Garrigou   | Gustave Garrigou |
| 2. Etappe  | 4. Juli  | Dunkerque – Longwy    | 388 | Jules Masselis     | Jules Masselis   |
| 3. Etappe  | 6. Juli  | Longwy – Belfort      | 331 | François Faber     | François Faber   |
| 4. Etappe  | 8. Juli  | Belfort – Chamonix    | 344 | Charles Crupelandt | Gustave Garrigou |
| 5. Etappe  | 10. Juli | Chamonix – Grenoble   | 366 | Émile Georget      | Gustave Garrigou |
| 6. Etappe  | 12. Juli | Grenoble – Nizza      | 348 | François Faber     | Gustave Garrigou |
| 7. Etappe  | 14. Juli | Nizza – Marseille     | 334 | Charles Crupelandt | Gustave Garrigou |
| 8. Etappe  | 16. Juli | Marseille – Perpignan | 335 | Paul Duboc         | Gustave Garrigou |
| 9. Etappe  | 18. Juli | Perpignan – Luchon    | 289 | Paul Duboc         | Gustave Garrigou |
| 10. Etappe | 20. Juli | Luchon – Bayonne      | 326 | Maurice Brocco     | Gustave Garrigou |
| 11. Etappe | 22. Juli | Bayonne – La Rochelle | 379 | Paul Duboc         | Gustave Garrigou |
| 12. Etappe | 23. Juli | La Rochelle – Brest   | 470 | Marcel Godivier    | Gustave Garrigou |
| 13. Etappe | 26. Juli | Brest – Cherbourg     | 405 | Gustave Garrigou   | Gustave Garrigou |
| 14. Etappe | 28. Juli | Cherbourg – Le Havre  | 361 | Paul Duboc         | Gustave Garrigou |
| 15. Etappe | 30. Juli | Le Havre – Paris      | 317 | Marcel Godivier    | Gustave Garrigou |